# Растас (приток Чирко-Кеми)
Растас — протока в России, протекает по Калевальскому району Карелии.
Вытекает из озера Нюк, впадает в Чирко-Кемь в 63 км по левому берегу, длина протоки составляет 11 км, площадь водосборного бассейна — 3330 км². Параллельная протока — Хяме — по состоянию на 2008 год перекрыта дамбой.
Пересекает железную дорогу Суоярви — Юшкозеро.

## Данные водного реестра
По данным государственного водного реестра России относится к Баренцево-Беломорскому бассейновому округу, водохозяйственный участок реки — Кемь от Юшкозерского гидроузла до Кривопорожского гидроузла. Речной бассейн реки — бассейны рек Кольского полуострова и Карелии, впадает в Белое море.
Код объекта в государственном водном реестре — 02020000912102000003952.